# Mascara and Monsters: The Best of Alice Cooper
Mascara and Monsters: The Best of Alice Cooper es un álbum compilatorio de Alice Cooper, publicado por Warner Archives/Rhino en 2001 solamente en los Estados Unidos.

## Lista de canciones
1. "I'm Eighteen" - 3:00
2. "Is It My Body" - 2:39
3. "Desperado" - 3:26
4. "Under My Wheels" - 2:48
5. "Be My Lover" - 3:22
6. "School's Out" - 3:29
7. "Elected" - 4:08
8. "Hello, Hooray" - 3:01
9. "Generation Landslide" - 4:31
10. "No More Mr. Nice Guy" - 3:07
11. "Billion Dollar Babies" - 3:42
12. "Teenage Lament '74" - 3:52
13. "Muscle of Love" - 3:45
14. "Only Women Bleed" - 3:30
15. "Department of Youth" - 3:20
16. "Welcome to My Nightmare" - 2:48
17. "I Never Cry" - 3:44
18. "You and Me" - 3:25
19. "How You Gonna See Me Now" - 3:55
20. "From the Inside" - 3:31
21. "Clones (We're All)" - 2:53
22. "Poison" - 4:30